# Burelles
Burelles ist eine französische Gemeinde mit 123 Einwohnern (Stand 1. Januar 2022) im Département Aisne in der Region Hauts-de-France. Sie gehört zum Arrondissement Vervins, zum Kanton Vervins und zum Gemeindeverband Thiérache du Centre.

## Geographie
Die Gemeinde Burelles liegt in der Landschaft Thiérache am Fluss Brune, rund sechs Kilometer südlich von Vervins und 30 Kilometer nordöstlich von Laon. Nachbargemeinden von Burelles sind Hary im Norden und Nordosten, Braye-en-Thiérache im Südosten, Tavaux-et-Pontséricourt im Süden, Bosmont-sur-Serre im Südwesten, Prisces im Westen sowie Gronard im Nordwesten.

## Bevölkerungsentwicklung
| Jahr                       | 1962 | 1968 | 1975 | 1982 | 1990 | 1999 | 2010 | 2021 |
| Einwohner                  | 208  | 199  | 175  | 171  | 182  | 154  | 138  | 124  |
| Quellen: Cassini und INSEE |      |      |      |      |      |      |      |      |

## Sehenswürdigkeiten
- Wehrkirche Saint-Martin, Monument historique seit 1931[1]

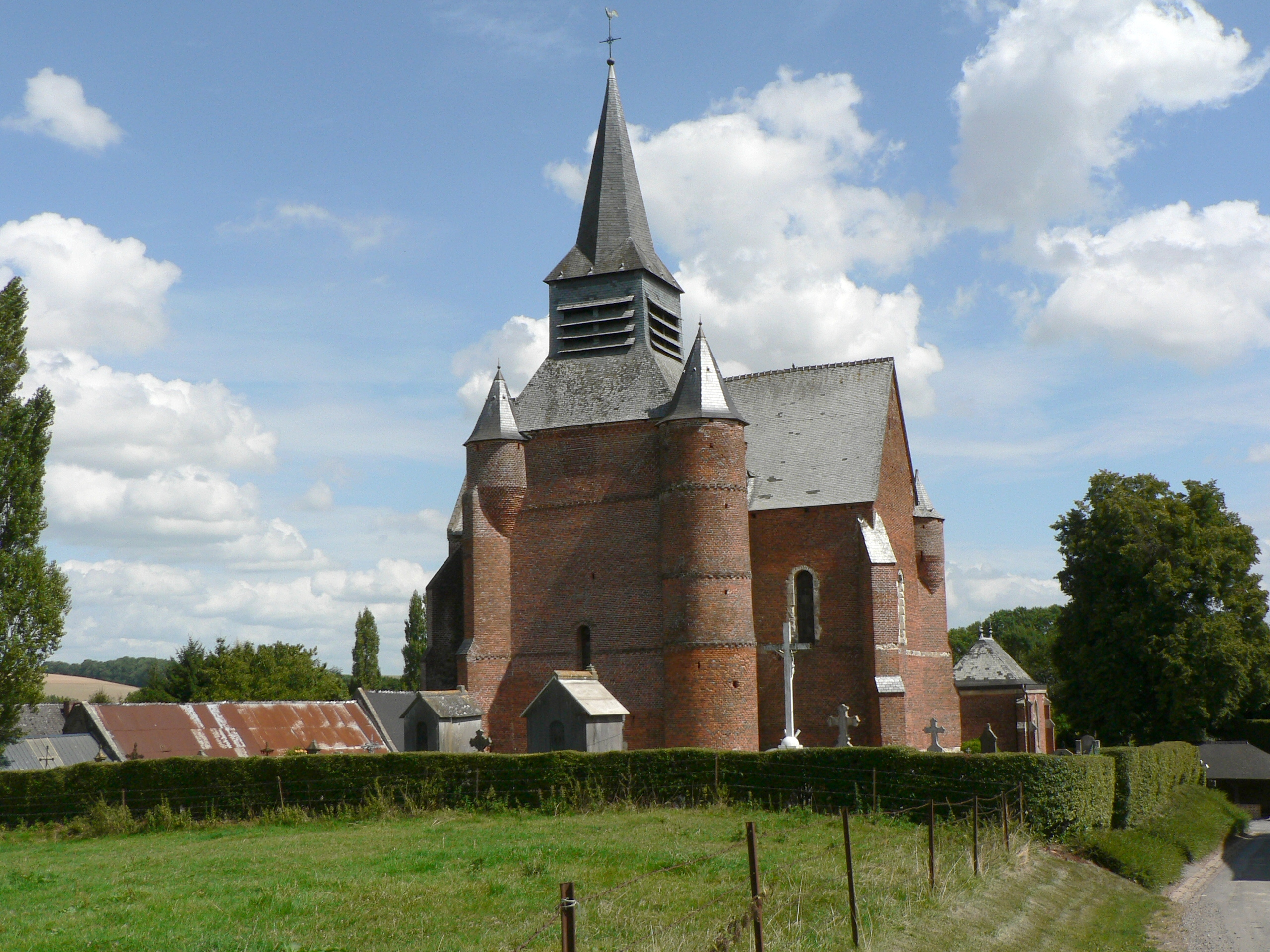
Kirche Saint-Martin
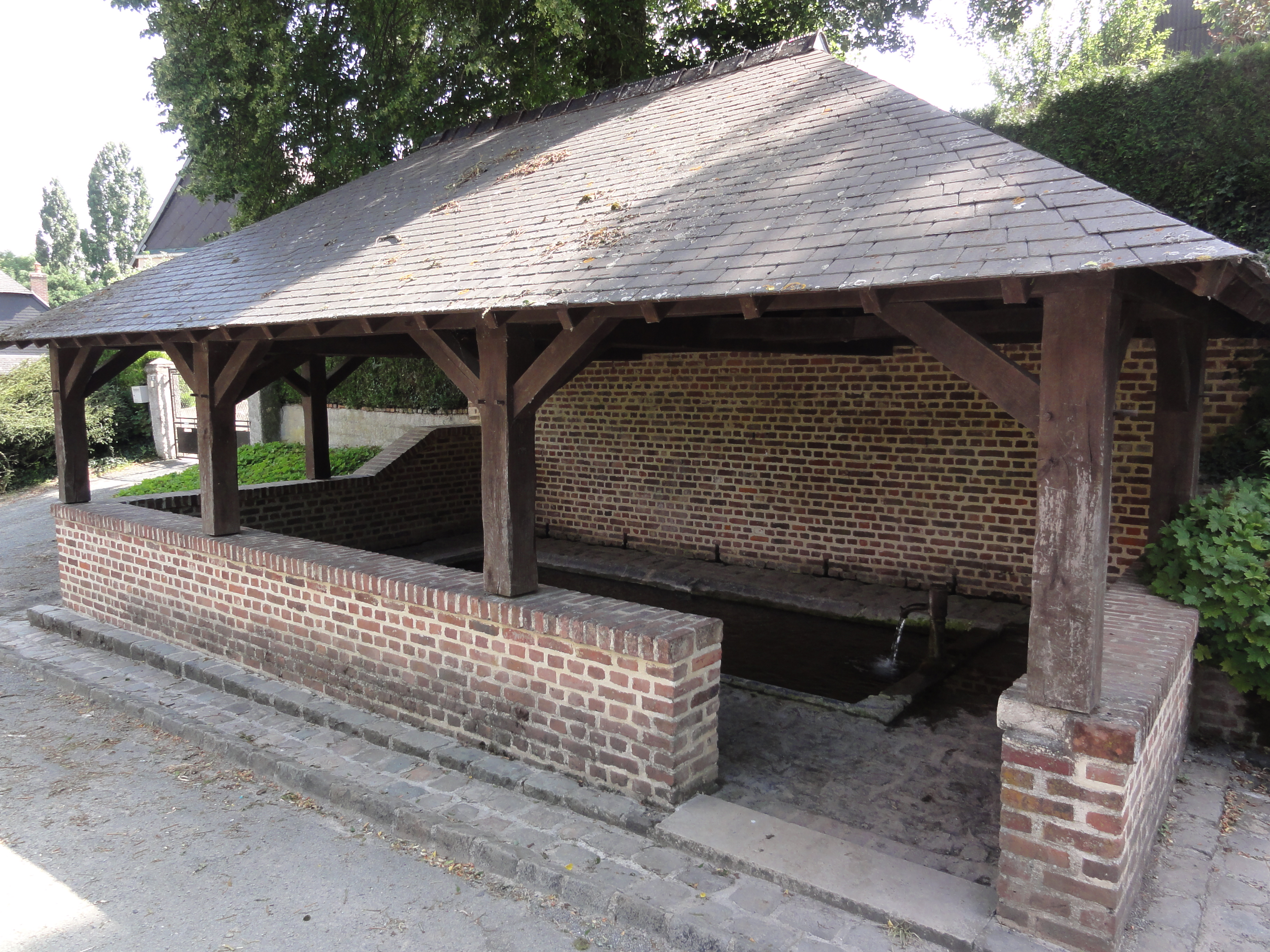
Ehemaliges öffentliches Waschhaus
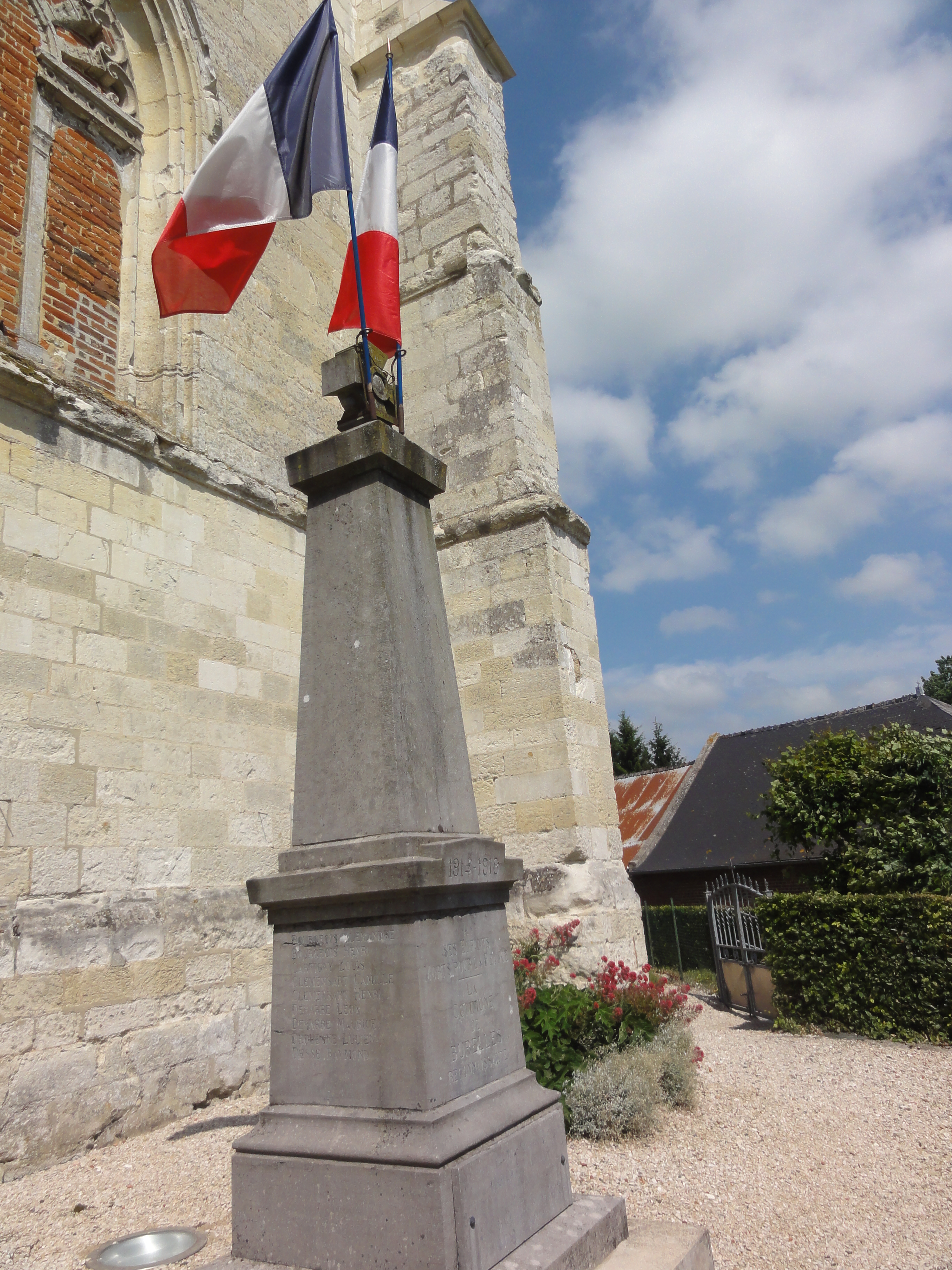
Gefallenendenkmal